# جون فيتزجيرالد (لاعب كرة قدم أمريكية)
جون فيتزجيرالد (بالإنجليزية: John Fitzgerald)‏ (و. 1948  م) هو لاعب كرة قدم أمريكية، وشخصية أعمال أمريكي، ولد في ساوثبريدج، مركز لعبه هو مركز ‏.

## روابط خارجية
- جون فيتزجيرالد على موقع مرجع كرة القدم المحترفة.كوم (الإنجليزية)